# Кам'яна долина
«Кам'яна долина» («Քարե հովիտ») — радянський художній фільм 1977 року, знятий режисером Альбертом Мкртчяном на кіностудії «Вірменфільм».

## Сюжет
За романом Мушега Галшояна «Бовтун» (Горнило). Про нащадків біженців із Західної Вірменії, які будують у кам'яній долині нове село. Вони мають різні долі, але вони об'єдналися з однією метою — виростити на кам'янистій, безплідній землі гарний сад.

## У ролях
- Мігран Кечоглян — Арма
- Анаїда Агаджанян — Назік
- Рудольф Гевондян — Варос
- Арусь Азнавурян — Занан
- Фрунзик Мкртчян — Сандро
- Ованес Авакян — Кіракос
- Рафаель Сароян — Єрем
- Армен Айвазян — Баграт
- Гуж Манукян — директор радгоспу
- Шаум Казарян — Артуш
- Джульєтта Бабаян — Арев
- Олександр Оганесян — Нерсес
- Л. Джигарджян — дружина Єрема
- Тарон Хачатрян — роль другого плану
- Ж. Акопян — роль другого плану
- Ел. Вартанян — Занан в юності
- Корюн Григорян — чоловік Занан
- М. Мелконян — роль другого плану
- Леонард Саркісов — агроном
- Лаура Вартанян — дружина Сандро

## Знімальна група
- Режисер — Альберт Мкртчян
- Сценаристи — Мушег Галшоян, Едуард Тропінін
- Оператори — Левон Атоянц, Геннадій Мелконян
- Композитор — Джон Тер-Татевосян
- Художник — Рафаель Атоян